# エマヌエル・ビジャ
エマヌエル・ビジャ（Emanuel Villa, 1982年2月24日 - ）は、アルゼンチン・サンタフェ州カシルダ出身の元サッカー選手。現役時代のポジションはフォワード。

## 所属クラブ
- CAウラカン 2001-2003
- AMSDアトレティコ・デ・ラファエラ（スペイン語版） 2003-2004
- CAロサリオ・セントラル 2004-2006
- CFアトラス 2006-2007
- テコス・デ・ラ・UAG 2007-2008
- ダービー・カウンティFC 2008-2009
- クルス・アスル 2009-2012
- UNAMプーマス 2012
- UANLティグレス 2013-2015

→ ケレタロFC 2015 (loan)
- ケレタロFC 2016-2018

→ FCセラヤ 2018 (loan)